# Аустралијски казуар
Аустралијски казуар или јужни казуар или двореси казуар или велики казуар (лат. Casuarius casuarius) припада породици правих казуара. Највећа су врста казуара и једина која има две кресте на врату.

## Спољашња морфологија
Аустралијски казуар је велика, робусна птица дугих, снажних задњих ногу прилагођених за трчање и одбрану, са канџама дугим до 12 cm. Тело је покривено тамносмеђим или црним перјем које има облик длаке па личи на густу, грубу косу. На врату и глави нема перја већ су ти делови тела плаве и црвене боје. На глави се налази и велики коштани израштај чеоне кости који је покривен рожном материјом и у облику је кациге.
Крила су врло мала, закржљала и на њима се налазе примарна перја у облику пет или шест дугих белих бодљи. Младунци су првих 3 - 6 месеци смеђи са црним уздужним пругама, а око годину дана старости врат им постаје обојен. Женке су висине 127 - 170 cm и тежине до 59 kg, крупније су од мужјака који су тежине од 29 до 34 kg.

## Размножавање
Женке су полиандричне, паре се са два до три мужјака током сезоне парења. Удварање мужјака састоји се у производњи гласова који личе на звиждање. Када привуку женку мужјаци плешу око ње и затим је одводе недалеко од гнезда где се паре. Женке сносе 3-5 (обично 4) светлозелена јаја, на којима леже искључиво мужјаци. После ношења јаја женка напушта гнездо и одлази у потрагу за другим мужјаком са којим ће се парити што се још може поновити у току сезоне парења. Инкубација јаја траје 47 до 61 дана, а након излегања млади остају са мужјаком све док се, после 9 месеци, не осамостале. Полну зрелост достижу за око 3 године.
Након полагања јаја сву бригу о јајима и потомство воде мужјаци:
- граде гнездо од вегетације у коме ће лежати на јајима
- штите младунце од грабљивица
- током 9 месеци подучавају младунце како да нађу храну

## Дужина живота
Мало је познато колико дуго казуари живе у свом природном станишту, али се зна да у заробљеништву живе од 20-40 година.

## Понашање
Пошто имају закржљала крила, не могу да лете па се уместо тога ослањају на снажне ноге које служе за кретање и одбрану. Могу бити готово нечујни док се полако селе, крећу кроз шуму. Када се узнемире дају се у трк брзином која достиже скоро 50 km/h, крчећи кацигом пут кроз густу вегетацију. Веома су добри пливачи и скакачи.
Усамљене су и стидљиве птице, а могу бити веома агресивне. Повремено нападају људе користећи се дугачким канџама на прстима ногу као ножевима. Као усамљене животиње своје станиште жестоко бране од уљеза. Тада производе врло дубоке гласове који личе на рику (територијалност) и могу се чути са значајне удаљености. Не зна се тачно колику територију захтева један казуар, али се претпоставља да се свакако ради о прилично великом подручју. Јужни казуари су активни дању (дневне животиње).

## Комуникација
Међусобна комуникација остварује се веома јаким, дубоким гласовима ( до 40 дб и фреквенцом око 23 херца, на доњој граници чујности за људе) који се лако преносе кроз шуму. Ретке су међу птицама које производе овако дубоке, ниске гласове. Гласови су територијални, као упозорење осталим казуарима на њихову присутност. Постоје одређена мишљења о улози кациге у производњи тих гласова, али је то остало на нивоу шпекулација.

## Исхрана
Претежно се хране биљном храном, плодовима који расту у врсти шуме у којој живе. Пошто не могу летети морају се задовољити плодовима које скупљају са земље. Анализа измета показала је да се најчешће ради о:
- плодовима биљака из породице ловора (Laureaceae)
- врстама: Davidsonia pruriens и Acemena divaricata

Поред плодова, хране се и инсектима, ситним кичмењацима ( сисари, водоземци, гмизавци) и бескичмењацима (чланковите глисте) и гљивама. А
Није познато да казуари имају предаторе, осим људи који се хране њиховим месом.

## Станиште
Живе првенствено у низинском кишним шумама, обично ниже од 1100 метара надморске висине, а повремено се налазе у шумама еукалиптуса, саванама, и мочварама. Живе у тропским шумама Индонезијие, Нове Гвинеје и на североистоку Аустралије.
| Локација                      | Популација     | Тенденција |
| ----------------------------- | -------------- | ---------- |
| Јужна Папуа Нова Гвинеја      | Непознато      | Опада      |
| Серам                         | Непознато      | Непознато  |
| Ару острва                    | Непознато      | Непознато  |
| Североисточна Аустралија      | 1.500 до 2.500 | Опада      |
| **Палума                      | Непознато      | Опада      |
| **МакИлврајтово брдо          | 1000+          | Опада      |
| **Џардин река Национални парк | Непознато      | Непознато  |
| Укупно                        | 2.500+         | Опада      |

## Галерија
- Горњи део тела
- Јаје у Музеју Висбадену
- Младунче у Артис Зоо, Холандија
- Одрасли казуар хода по пута, Аустралија
- Мајка са своја 2 младунчета у Артис Зоо, Холандија